# 吕村 (朗德省)
吕村（法語發音：[ly]）是法国朗德省的一个市镇，属于蒙德马桑区。

## 地理
吕村（44°13'53"N, 0°59'3"W）面积96.72 平方千米，位于法国新阿基坦大区朗德省，该省份为法国西南部沿海省份，是法國本土面积第二大的省，北起吉倫特省，西临大西洋，南至大西洋比利牛斯省，东临热尔省，东北与洛特-加龍省接壤。
与吕村接壤的市镇（或旧市镇、城区）包括：埃斯库尔斯、拉布埃尔、博恩地区帕朗蒂斯、蓬唐克斯莱福日、索尔费里诺、利波斯泰、伊舒克斯。
吕村的时区为UTC+01:00、UTC+02:00（夏令时）。

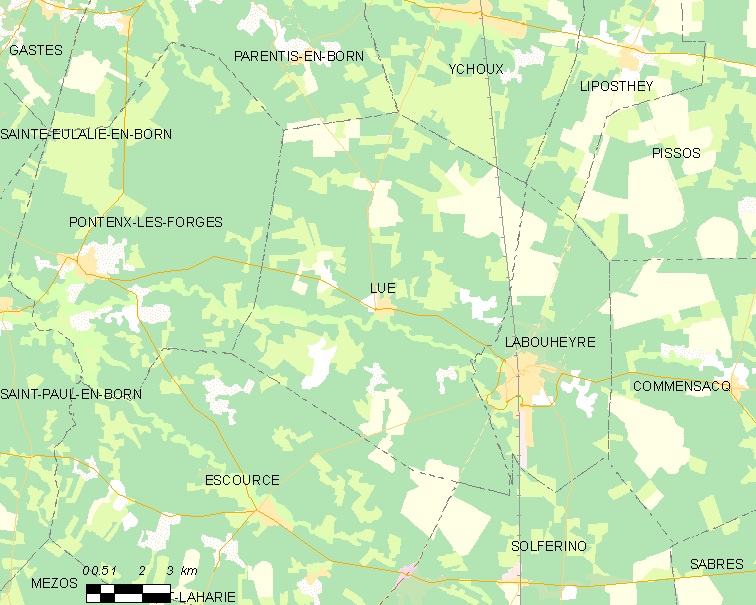
吕村的OSM定位图

## 行政
吕村的邮政编码为40210，INSEE市镇编码为40163。

## 政治
吕村所属的省级选区为大湖县。

## 人口

1962-2008年间吕村人口变化图示

吕村于2022年1月1日时的人口数量为613人。